# Sarah Poewe
Sarah Poewe (Città del Capo, 3 marzo 1983) è un'ex nuotatrice sudafricana naturalizzata tedesca.
Specializzata nella rana ha vinto 3 medaglie alle Olimpiadi, due individuale ad Sydney 2000 nei 100 m e 200 m rana gareggiando per il Sudafrica e una medaglia di bronzo nella Staffetta mista ad Atene 2004 gareggiando per la Germania.

## Palmarès
- Olimpiadi

Atene 2004: bronzo nella 4x100m misti.
- Mondiali

Montréal 2005: bronzo nella 4x100m misti.
Roma 2009: bronzo nella 4x100m misti.
- Mondiali in vasca corta

Atene 2000: argento nei 100m rana.
Mosca 2002: oro nei 50m rana e nei 100m rana.
- Europei

Budapest 2006: argento nella 4x100m misti.
Budapest 2010: bronzo nella 4x100m misti.
Debrecen 2012: oro nei 100m rana e nella 4x100m misti e bronzo nei 200m rana.
- Europei in vasca corta

Riesa 2002: oro nei 100m rana, argento nei 50m rana, nei 200m rana e nella 4x50m misti.
Dublino 2003: oro nei 50m rana e nei 100m rana, argento nella 4x50m misti.
Vienna 2004: oro nei 50m rana e nei 100m rana, argento nella 4x50m misti e bronzo nei 200m rana.
Debrecen 2007: bronzo nei 50m rana.
- Giochi PanPacifici

Sydney 1999: bronzo nei 200m rana.
- Giochi del Commonwealth

Manchester 2002: argento nei 50m rana, nei 200m rana e nella 4x100m misti, bronzo nei 100m rana.